# Китайці та варвари

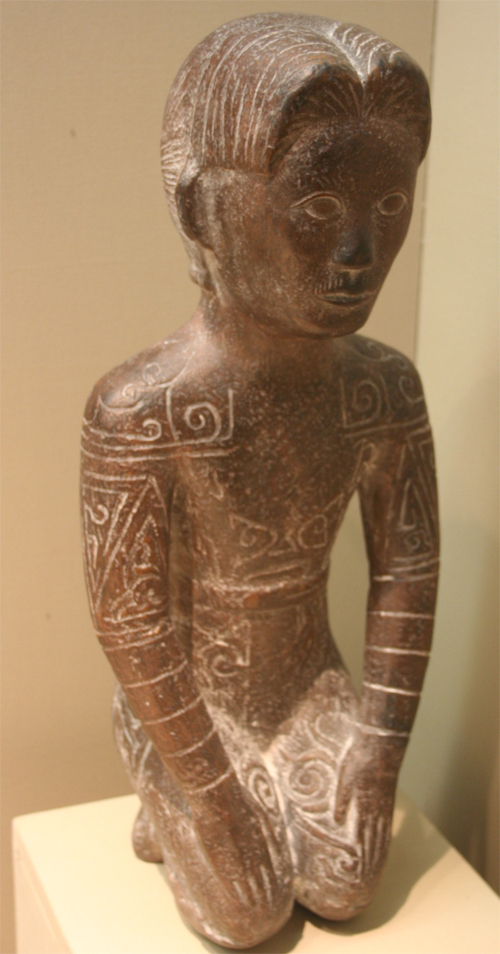
Зображення людини царства Юе, державний музей пров. Чжецзян, КНР. Коротка зачіска і татуювання — свідоцтва про належність до цивілізації відмінної від розповсюдженої у «Серединних країнах» епохи Чжоу.

Китайці і варвари — китаєцентрична дихотомія, що визначає розподіл мешканців Піднебесної на два відповідних класи. Визначена у класичній літературі, ця дихотомія займала важливе місце в політичному дискурсі імперського періоду. Натепер вона позначає галузь історичних досліджень, яка вживає лінгвістичні, археологічні, антропологічні та етнографічні дані для визначення понять «варвари» та «китайці» у той чи інший період, а також розглядає впливові фактори щодо формування, еволюції та вжитку цих понять.
За визначенням Тамари Чінь (Tamara T. Chin, Гарвард), різне ставлення до іноземців спостерігається вже у двох базових творах китайської історіографічної традиції, утворених за часів Хань: «Ши цзі» та «Хань шу». Перший, складений раніше (бл. 100 до н. е.), відрізняється більш терплячою ліберальною позицією, визнаючи, наприклад, право іноземців на торговельні зв'язки з Китаєм та доцільність останніх. Другий, пізніший (що завершився 111 року н. е.), підкреслює підкорення варварів, тобто будується на «класицистській» моделі, у якій, зокрема, торговельні зв'язки зображені у виді ритуальної податі підкорених варварів Синові Неба.
У філософському сенсі, розподіл на «китайців» та «варварів» складає низку історичних прикладів щодо проблеми визначення іншості.

## Неолітичні культури
Складність розподілу на китайські та «варварські» етнічні риси бачимо на прикладі культури Хуншань (регіони Ляонін / Внутрішня Монголія, 6000 до н. е.), яка поєднує елементи, відомі у пізнішій класичній китайській культурі, із такими, що не ввійшли до останньої.

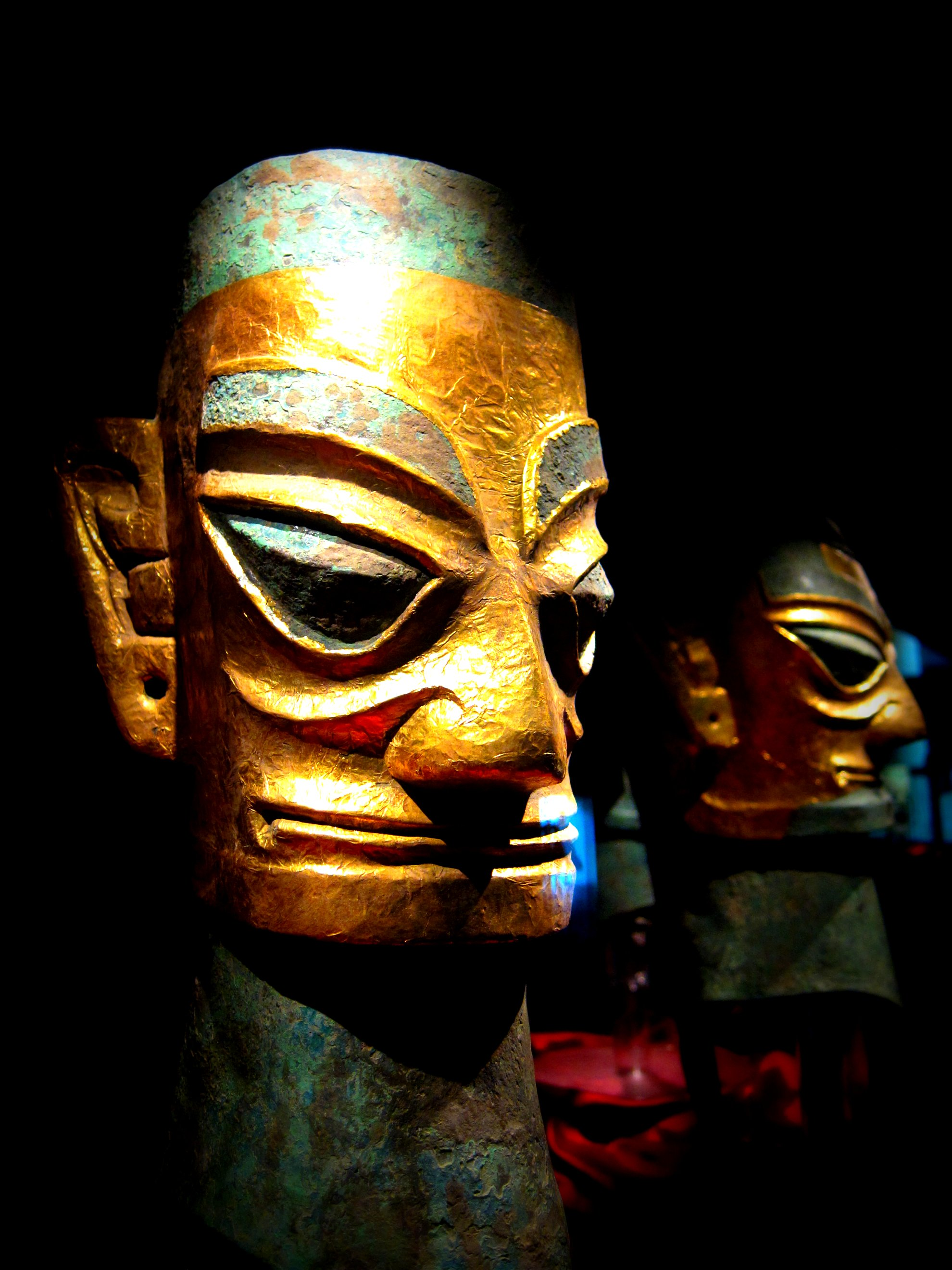
Золота маска, Саньсіндуй (сучасн. пров. Сичуань). Зразок високої культури 2 тис. до н. е. що розвивалася паралельно із традиційною «китайською» культурою басейну Хуанхе.

Сучасна археологія вказує, що металургія в Китаї була ймовірно запозичена із Середньої Азії: так, у Сіньцзяні вона з'являється на початку 2 тис. до н. е., після того, як її розповсюдження у Середній Азії спостерігається вже наприкінці 3 тис. до н. е. Своєю чергою, перші знахідки бронзових виробів в Ерлітоу датуються трохи пізніше. Існує імовірність, що технологія розповсюдилася через культуру Ціцзя (сучасна провінція Ґаньсу).
Верхова їзда розповсюдилася в Китаї у 4 ст. до н. е., із кочової Півночі. До 3 ст. до н. е. кавалерія повністю змінила колісниці, які своєю чергою були запозичені династією Шан близько 1200 до н. е., але за часів Конфуція вже вважалися класичною рисою китайської аристократії.

## Інші приклади
- Ку (імператор)
- Саньсіндуй
- Великий китайський мур
- Дуньхуан, Амогхаваджра, Шубхакарасімха
- Їцзін (монах) та інші китайські перекладачі
- Єзуїти в Китаї, Імператор Кансі та «Варварські» династії в китайській історії
- Тайпінське повстання
- Армія Ганьсу[en] та Боксерське повстання

## Сучасність
Яскраві тексти, що ставили за мету визначення китайської ідентичності, були утворені авторами, які виходили далеко за межи автохтонної китайської культури. Ґу Хунмін (кит.: 辜鴻銘, 1857—1928), лояліст поваленої династії Цін, видав книгу «Дух китайського народу» англійською мовою (The Spirit of the Chinese People, 1915), де закликав до утворення нової світової «суспільної релігії» (англ. religion of good citizenship) на основі конфуціанства.
Лян Шумін (кит.: 梁漱溟, 1893—1988) створив праці «Культури Заходу та Сходу та їх філософія» (кит.: 東西文化及其哲學, 1919) та «Засновки китайської культури» (кит.: 中國文化要義, 1949); коло його компетенції охоплювало конфуціанство, західну філософію, а також буддизм та філософію Індії.
Цікаво, що перший автор народився в Малайзії, навчався у декількох університетах Європи та не поділяв протесту проти останньої «варварської» династії; другий походив з окитаєної монгольської родини та поєднував у власному світогляді як конфуціанство, так і буддизм.